# Český svaz ledního hokeje
Der Tschechische Eishockeyverband (ČSLH) (tschechisch Český svaz ledního hokeje) ist der für Eishockey zuständige tschechische Sportverband. Er wurde am 15. November 1908 als Böhmischer Eishockeyverband gegründet und ist Gründungsmitglied des Vorläufers der IIHF. Ab 1920 übernahm dann die Tschechoslowakei die Mitgliedschaft in der IIHF und ab 1992 die Tschechische Republik.

## Ausgetragene Turniere und Ligen
Die drei höchsten Spielklassen Tschechiens gingen aus den Ligen der Tschechoslowakei hervor und nahmen 1993 den Spielbetrieb auf. Neben dem regulären Spielbetrieb in der 1. Liga und der 2. Liga führt der tschechische Eishockeyverband den tschechischen Eishockeypokal Tipsport Hockey Cup und die Czech Hockey Games durch, die zur Euro Hockey Tour gehören. Außerdem betreut der Verband die tschechischen Auswahlmannschaften: die Herren-, die Frauen-, die U20-, die U18-, die U17- und die U16-Nationalmannschaft. Seit 1984 wird außerdem das Fraueneishockey durch den Verband gefördert und ein regulärer Ligaspielbetrieb durchgeführt. Neben dem Ligensystem der Herrenmannschaften vom Profi- bis in den Amateurbereich betreibt der tschechische Verband mehrere nationale Juniorenligen, die nach Altersstufen gestaffelt ihre Meister ermitteln.
2004 wurde die Eishockey-Weltmeisterschaft der Herren in Prag und Ostrava ausgetragen, die der tschechische Verband betreute. Einige Tage vor dem Eröffnungsspiel wurde die Tschechische Hall of Fame eröffnet, die in der O₂ Arena beheimatet ist und einen Überblick über die Geschichte des Verbands und herausragende Persönlichkeiten bietet. Bei den 56 Spielen der Weltmeisterschaft wurden insgesamt 550.000 Zuschauer gezählt, was einen neuen Besucherrekord bei Weltmeisterschaften darstellt. Weitere Turniere, die vom tschechischen Verband durchgeführt wurden, sind die U20-Weltmeisterschaft 1994 und 2002, die U18-Weltmeisterschaft 2005 und die Eishockey-Weltmeisterschaft der U20-Junioren 2008.

### Präsidenten seit 1909
Seit 2008 wird der tschechische Verband von Tomáš Král geführt.
| - Jaroslav Potůček (1909–1911) - Emil Procházka (1911–1913) - Adolf Dušek (1913–1920) - J. Říha (1920–1921) - Jan Fleischmann (1921–1923) - Karel Hartmann (1923) - Adolf Dušek (1923–1925) - Jan Fleischmann (1925–1927) - J. Both (1927–1928) - Adolf Dušek (1928–1931) - Jaromír Citta (1931–1936) - Rudolf Kraffer (1936–1945) - Josef Loos (1945–1948) - František Cvetler (1948–1949) | - Karel Klíma (1949–1954) - František Kocvera (1954–1956) - Vincenc Zeman (1956–1957) - Karel Velebil (1957–1961) - Zdeněk Andršt (1961–1980) - Vladimír Kostka (1980–1988) - Václav Říha (1988–1990) - Miroslav Šubrt (1990–1991) - Vladimír Šubrt (1991) - Pavol Učeň (1991–1992) - Stanislav Burdys (1993–1994) - Karel Gut (1994–2004) - Vratislav Kulhánek (2004–2008) - Tomáš Král (seit 2008) |